# Fatick (Département)

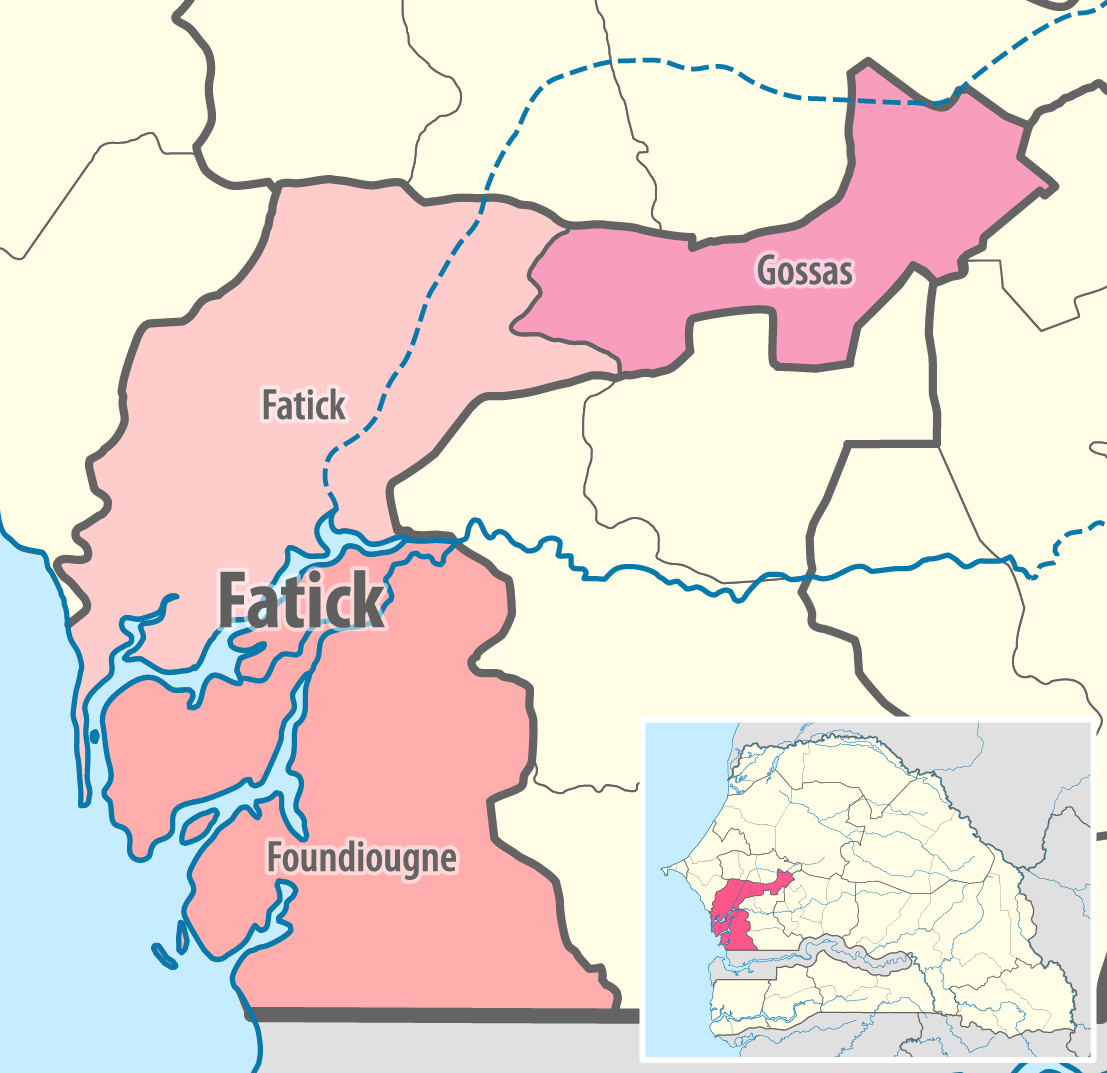
Département Fatick in der Region Fatick

Das Département Fatick mit der Hauptstadt Fatick ist das mittlere von drei Départements des Senegal, in die die langgestreckte und ellenbogenförmig von der Atlantikküste nach Nordosten ins Landesinnere abgewinkelte Region Fatick gegliedert ist. Es liegt im zentralen Westen Senegals am Südende der Petite-Côte und reicht im Süden hinein in die amphibischen Uferzonen der Saloum-Mündung. 

## Bevölkerung
Volkszählungen ergaben für das Département jeweils folgende Einwohnerzahlen:
| Jahr | Einwohner |
| ---- | --------- |
| 1988 | 204.648   |
| 2002 | 255.674   |
| 2013 | 339.238   |
| 2023 | 408.566   |

## Gliederung
Im Jahr 2013 galt noch die Gliederung in Arrondissements, Kommunen (Communes) und Landgemeinden (Communautés rurales) bei einer Fläche von 2.646 km².
Nach dem Stand von 2021 gab es eine Unterteilung des Départements in vier Arrondissements mit 15 nachgeordneten Gemeinden (Communes). Ferner gab es außerhalb der Arrondissements zwei weitere städtische Kommunen. Das Département hatte 2023 eine Fläche von 2.747 km².
| Teilgebiet                   | Fläche km² | Einwohner 2013 | Einwohner 2023 |
| ---------------------------- | ---------- | -------------- | -------------- |
| ohne Arrondissement          | 21,927     | 39.588         | 52.156         |
| Fatick                       | 16,010     | 28.276         | 39.361         |
| Diofior                      | 5,917      | 11.312         | 12.795         |
| Arrondissement de Ndiob      | 676,830    | 73.323         | 88.556         |
| Thiaré Ndialgui              | 152,600    | 21.133         | 26.127         |
| Diaoulé                      | 95,620     | 12.586         | 15.313         |
| Mbéllacadiao                 | 290,000    | 16.178         | 18.119         |
| Ndiob                        | 126,900    | 19.028         | 23.407         |
| Diakhao                      | 11,710     | 4.398          | 5.590          |
| Arrondissement de Fimela     | 1051,810   | 64.596         | 75.447         |
| Djilasse                     | 346,400    | 9.703          | 11.106         |
| Fimela                       | 384,800    | 25.229         | 30.886         |
| Loul Sessène                 | 245,800    | 20.341         | 22.528         |
| Palmarin Facao               | 74,810     | 9.323          | 10.927         |
| Arrondissement de Niakhar    | 502,100    | 77.783         | 94.087         |
| Niakhar                      | 150,300    | 28.545         | 33.696         |
| Ngayokhème                   | 182,800    | 24.012         | 29.808         |
| Patar (Sine)                 | 169,000    | 25.226         | 30.583         |
| Arrondissement de Tattaguine | 494,000    | 83.949         | 98.320         |
| Diarrère                     | 107,700    | 30.237         | 35.775         |
| Diouroup                     | 210,500    | 23.213         | 26.348         |
| Tattaguine                   | 175,800    | 30.499         | 36.197         |
| Département zusammen         | 2746,667   | 339.239        | 408.566        |